# Shenzhou 19
Shenzhou 19 (chino: 神舟十九号 pinyin: Shénzhōu Shíjiǔ-hào: lit 'Barco Divino Número 19') es un vuelo espacial chino a la estación espacial Tiangong, que se lanzó el 29 de octubre de 2024. Llevó 3 taikonautas a bordo de una nave espacial Shenzhou. La misión es el decimocuarto vuelo espacial chino tripulado y el decimonoveno vuelo en general del programa Shenzhou.

## Fondo
El Shenzhou 19 se lanzara el 29 de octubre de 2024, antes de que finalice la misión anterior, Shenzhou 18. Será el octavo vuelo a la estación espacial Tiangong y se espera que dure aproximadamente 6 meses. Partirá tras la llegada de la tripulación de Shenzhou 20 en 2025.

## Misión
La misión se lanzó desde el Centro de Lanzamiento de Satélites de Jiuquan a bordo de un cohete Long March 2F. La nave espacial Shenzhou se acoplo al puerto de acoplamiento delantero del módulo central Tianhe de la estación, donde entró la tripulación y ahora se hace cargo de las operaciones de la tripulación saliente de Shenzhou 18, que regresara a la Tierra el 4 de noviembre. La tripulación llevara a cabo experimentos para ayudar a China a alcanzar su objetivo de aterrizar una misión tripulada en la Luna en 2030.  

## Tripulación
| Puesto               | Miembros de la tripulación       | Miembros de la tripulación       |
| -------------------- | -------------------------------- | -------------------------------- |
| Comandante           | Cai Xuzhe, CMSA Primer vuelo     | Cai Xuzhe, CMSA Primer vuelo     |
| Operador             | Song LingDong, CMSA Primer vuelo | Song LingDong, CMSA Primer vuelo |
| Operador del sistema | Wang Haoze, CMSA Primer vuelo    | Wang Haoze, CMSA Primer vuelo    |

La tripulación de la Shenzhou 19 fue seleccionada en febrero de 2024, pero sus nombres no se anunciaron al público hasta el 29 de octubre de 2024.